# Гзи (гміна)
Гміна Гзи (пол. Gmina Gzy) — сільська гміна у центральній Польщі. Належить до Пултуського повіту Мазовецького воєводства.
Станом на 31 грудня 2011 у гміні проживало 3950 осіб.

## Площа
Згідно з даними за 2007 рік площа гміни становила 104.44 км², у тому числі:
- орні землі: 88.00%
- ліси: 7.00%

Таким чином, площа гміни становить 12.60% площі повіту.

## Населення
Станом на 31 грудня 2011:
| Опис     | Загалом | Загалом | Чоловіки | Чоловіки | Жінки | Жінки |
| -------- | ------- | ------- | -------- | -------- | ----- | ----- |
| одиниця  | осіб    | %       | осіб     | %        | осіб  | %     |
| все      | 3950    | 100     | 2057     | 52.08    | 1893  | 47.92 |
| міське   | 0       | 100     | 0        |          | 0     |       |
| сільське | 3950    | 100     | 2057     | 52.08    | 1893  | 47.92 |

## Сусідні гміни
Гміна Гзи межує з такими гмінами: Вінниця, Голимін-Осьродек, Карнево, Пултуськ, Сонськ, Сьверче.